# Клеве
Клеве (нім. Kleve) — місто в Німеччині, знаходиться в землі Північний Рейн-Вестфалія. Підпорядковується адміністративному округу Дюссельдорф. Входить до складу району Клеве.
Площа — 97,79 км2. Населення становить 52 359 ос. (станом на 31 грудня 2020).